# World Wide Web Consortium
World Wide Web Consortium (W3C) er en international sammenslutning med over 300 medlemmer og et fuldtidspersonale, som laver standarder til World Wide Web. W3C udvikler protokoller og standarder, så internettet kan udnyttes fuldt ud. W3C laver også undervisningsmateriale og tilbyder gratis onlinehjælp til gennemgang af kodefejl. 
HTML Living Standard- (tidligere kendt som HTML5 og Web Applications 1.0) standardiseringsprocessen udøves af WHATWG siden ca. 2004.) 

## Standardiseringsproces
W3C producerer anbefalinger i fem trin. Processen kaldes for "W3C Process Document": 
arbejdsudkast (Working Draft (WD)), 
sidste tjek af arbejdsudkast (Last Call Working Draft), 
anbefalingskandidat (Candidate Recommendation (CR)), 
foreslået anbefaling (Proposed Recommendation (PR))  
W3C anbefaling (W3C Recommendation).

## W3C Standarder
- XHTML
- HTML
- CSS
- XML
- DOM
- RDF
- SMIL
- SVG
- XSL (herunder: XSLT, XPath og XSL-FO)